# Università dell'Agricoltura di Sokoine
L'Università dell'Agricoltura di Sokoine (in inglese Sokoine University of Agriculture, in swahili Chuo Kikuu Cha Sokoine Cha Kilimo) è un'importante università della Tanzania, specializzata nel settore agricolo, con sede principale a Morogoro e sedi secondarie ad Arusha e Lushoto. Prende il nome da Edward Sokoine, primo ministro della Tanzania dal 1977 al 1980 e dal 1983 al 1984.

## Storia
L'Università Sokoine venne fondata per scissione dall'Università di Dar es Salaam nel 1984. Vi si tengono corsi di laurea e post laurea in agricoltura, conservazione della natura, veterinaria e scienze. 

## Organizzazione
Presso il campus principale dell'Università Sokoine a Morogoro ha la propria sede tanzaniana l'APOPO, una ONG che studia l'uso di ratti giganti africani addestrati in compiti umanitari.